# ایستگاه متروی دکتر حبیب‌الله
ایستگاه متروی دکتر حبیب‌الله، یکی از ایستگاه‌های متروی تهران است که در تقاطع خیابان آزادی و در نزدیکی خیابان دکتر حبیب‌الله تهران واقع شده‌ است. این ایستگاه در خط ۴ متروی تهران واقع شده‌ است و بزودی ایستگاه تقاطعی این خط و خط ۸ متروی تهران خواهد شد.
این ایستگاه که در تاریخ ۱۹ اردیبهشت ۱۳۹۰ تأسیس شده دارای ۱۰۲۳۱ مترمربع فضای سرپوشیده است.
این ایستگاه یکی از راه‌های دسترسی به سردرب اصلی دانشگاه صنعتی شریف است.
این ایستگاه به نام شهید محمدعلی حبیب الله از رزمندگان جنگ ایران و عراق نامگذاری شده است.